# Зеров Дмитро Костянтинович
Дмитро́ Костянти́нович Зеро́в (8 (20) вересня 1895, Зіньків — 20 грудня 1971, Київ) — український ботанік. Академік АН УРСР (з 1948 року). Заслужений діяч науки УРСР (1965). Лавреат Державної премії УРСР у галузі науки і техніки (1969, 1983).

## Біографія
Народився 8 (20 вересня) 1895 року в місті Зінькові на Полтавщині в родині педагога Костянтина Зерова. Молодший брат літературознавця, поета і перекладача Миколи Зерова. Чоловік міколога Марії Зерової. Батько зоологині, докторки біологічних наук, професорки Марини Зерової.
1922 року закінчив природниче відділення фізико-математичного факультету Київського університету. Викладав у ньому. 1931 року Зерова затверджено на посадах старшого наукового співробітника та завідувача відділу бріології Інституту ботаніки АН УРСР. 1933 року очолив кафедру нижчих рослин у Київському університеті, якою керував до 1957 року.
15 січня 1936 року Зеров здобув учене звання професора, а 20 червня 1937 року успішно захистив докторську дисертацію на тему «Болота УРСР. Рослинність і стратиграфія». 1939 року Зерова обрано членом-кореспондентом АН УРСР.
30 червня 1948 року обрано академіком АН УРСР (спеціальність — ботаніка).
У 1946–1963 роках керував Інститутом ботаніки АН УРСР. Від 1960 року дослідник очолював спорово-пилкову лабораторію, а від травня 1963 року — відділ історії флори та палеоботаніки в Інституті ботаніки АН УРСР.

Могила Дмитра Зерова

Помер 20 грудня 1971 року в 76-річному віці у Києві. Похований на Байковому кладовищі (ділянка № 21). На могилі, що в другому ряду, встановлено пам'ятник: брила із сірого граніту, горельєф і напис «Академік Дмитро Костьович Зеров. 20.IX.1895 — 20.XII.1971» .

## Наукова діяльність
Основні наукові праці — із систематики, флористики та філогенії спорових рослин, займався ботанічною географією, палеоботанікою, історією рослинності.
Понад 20 років очолював Українське ботанічне товариство.

## Звання, премії, нагороди

Облікова картка лауреата Державної премії УРСР (1969 рік)

- 20 вересня 1965 року надано звання «Заслужений діяч науки УРСР».
- 25 грудня 1969 року — Державна премія УРСР у галузі науки і техніки (разом ще із чотирма вченими) за багатотомну працю «Флора УРСР».
- 13 грудня 1983 року — Державна премія УРСР у галузі науки і техніки (разом ще із чотирма вченими; посмертно) за п'ятитомне в семи книгах видання «Визначник грибів України» (1967–1979 роки).
- Нагороджено орденом Леніна.

## Пам'ять

меморіальна дошка

В 1996 році в Києві на будівлі Інституту ботаніки імені М. Г. Холодного НАН України по вулиці Терещенківській, 2, Дмитру Зерову встановлено гранітну меморіальну дошку.
З нагоди 110-річчя з дня народження Дмитра Костянтиновича Зерова 27 січня 2005 року в межах 11-ї щорічної наукової конференції в Національному університеті «Києво-Могилянська академія» проведено науковий семінар «Проблеми розвитку палеоботанічних досліджень в Україні». Важливе значення у фаховій підготовці студентів Києво-Могилянської академії має також меморіальний куточок Зерова в лабораторії палеоботанічних та палеоекологічних досліджень, до якого його донька Марина Дмитрівна Зерова передала частину бібліотеки батька та деякі його особисті речі.